# Alt-right
Alt-right, alternative right – niejednorodny ruch polityczny obejmujący skrajnie prawicowe ideologie, które odrzucają wiele postulatów konserwatyzmu głównego nurtu  . Autorstwo pojęcia przypisuje się białemu supremacjoniście Richardowi Spencerowi, który użył go w 2010 r. do określenia nurtów skupionych wokół białej supremacji. Spencer wielokrotnie odwoływał się do propagandy nazistowskiej, choć zaprzecza osobistej identyfikacji z neonazizmem  . Przekonania składające się na różne formy alt-rightu opisywano jako mieszaninę poglądów białej supremacji, nacjonalizmu, antysemityzmu, islamofobii, mizoginii i antyfeminizmu, homofobii, eugeniki i prawicowego populizmu oraz sprzeciwu wobec wielokulturowości, imigracji i poprawności politycznej . Pojęcie to nadal się rozwija, a według niektórych opisów obejmuje także m.in. odłamy neomonarchizmu, anarchokapitalizmu i autorytaryzmu opartego na wrogości wobec liberalnej demokracji.

## Etymologia
Już w listopadzie 2008 Paul Gottfried wystąpił przed Klubem H.L. Menckena z wykładem na temat „alternatywnej prawicy”. W 2009, poruszono tę koncepcję kilkakrotnie na łamach „Taki’s Magazine”. Sformułowanie i popularyzację pojęcia alt-right przypisuje się jednak głównie Richardowi B. Spencerowi, założycielowi nacjonalistycznego think tanku National Policy Institute i witryny Alternative Right .

## Historia ruchu

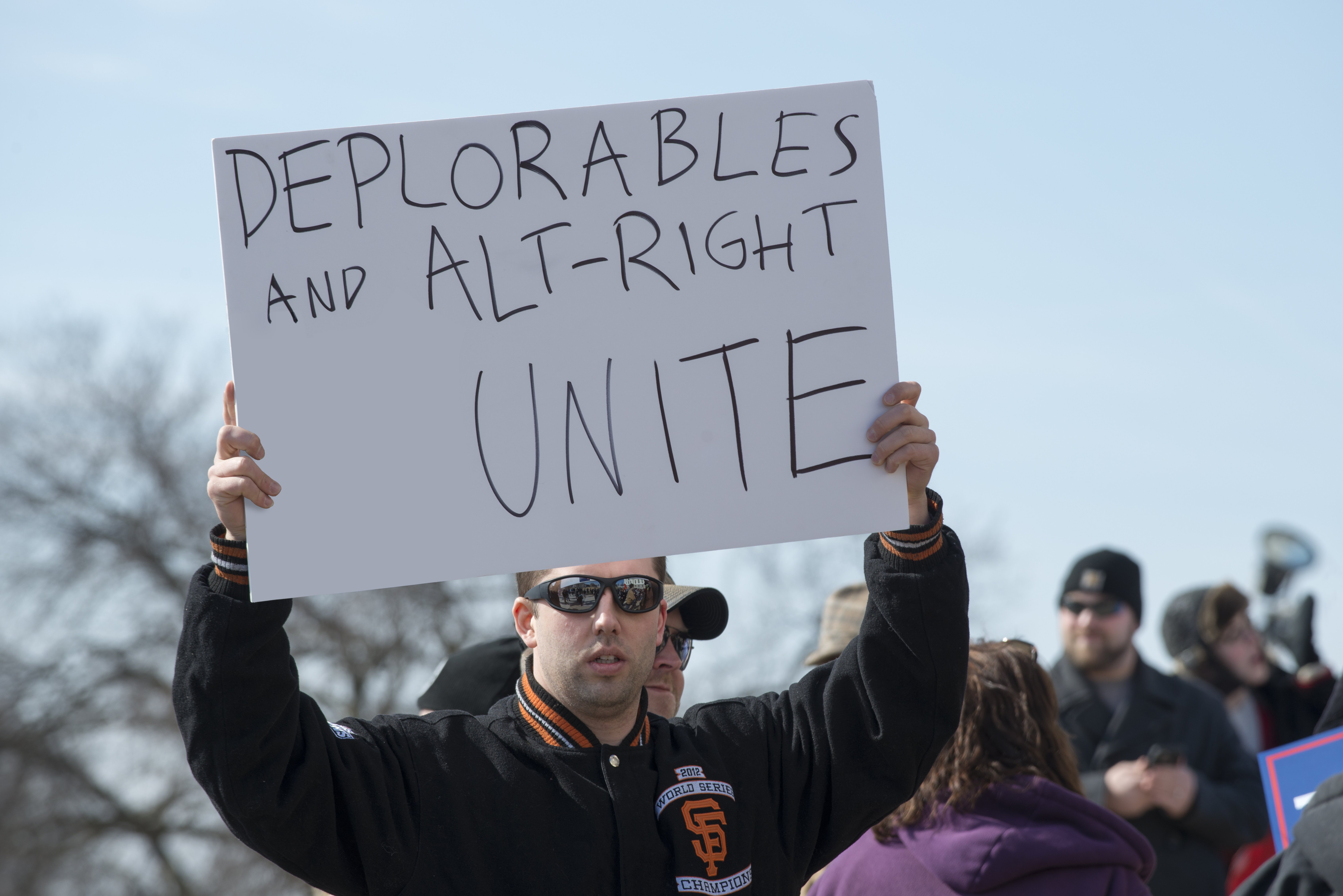
Zwolennik Donalda Trumpa z ruchu Alt-Right na demonstracji March 4 Trump w Minnesocie w marcu 2017 roku

### Narodziny
Działacze prawicy alternatywnej Alluma Bokhari i Milo Yiannopoulos za początek istnienia ruchu uważają rok 2015, w którym:

To, co wcześniej było zepchniętą w cień subkulturą, pojawiło się w blasku sceny politycznej w 2015 roku.  Choć początkowo dysponowało niewielką ilością członków, alt-right szybko ściąga na siebie uwagę młodzieńczą energią, odważną, odrzucającą stereotypy retoryką i konsekwentnie powiększa liczbę swoich zwolenników, czyniąc organizację siła polityczną, którą nie sposób zignorować.

### Kampania wyborcza Donalda Trumpa (2016)
Pojęcie alt-right stało się obiektem kontrowersji i uwagi medialnej w trakcie kampanii prezydenckiej Donalda Trumpa w 2016 roku, ze względu na rosnącą widoczność identyfikujących się w ten sposób grup jego zwolenników. 17 sierpnia kierownikiem kampanii mianowano Stevena Bannona, szefa Breitbart News, która określa się jako „platforma alt-right”. Uwaga medialna wzrosła po wyborach, w szczególności w związku ze świętującym wygraną spotkaniem prowadzonym przez Richarda Spencera w pobliżu Białego Domu. Spencer użył w wystąpieniu kilku sformułowań pochodzących z nazistowskiej propagandy, i zakończył przemówienie słowami „Heil Trump, Heil naszym ludziom, Heil zwycięstwu”. Osoby obecne na widowni odpowiedziały na to uniesieniem ręki w faszystowskim salucie rzymskim. Spencer bronił takiego zachowania, stwierdzając, że odbyło się w duchu „ironii i emocji”. Agencja prasowa AP opisała wówczas pojęcie alt-right jako etykietę „stosowaną obecnie przez ruchy białej supremacji i nacjonalizmu”, która „funkcjonuje prawdopodobnie jako zagranie PR w celu ukrycia prawdziwych poglądów ich przedstawicieli, i uczynienia ich bardziej społecznie akceptowalnymi”. AP podało, że ruchy te nazywano do tej pory „rasistowskimi, neonazistowskimi lub białą supremacją”.
W rozmowie z „The New York Times”, 22 listopada 2016 Donald Trump potępił i odżegnał się od tej etykiety, ku rozczarowaniu części zwolenników. Steven Bannon pozostał jednak jednym z jego głównych doradców.

### Kampania wyborcza Andrew Yanga (2020)
W trakcie wyborów prezydenckich w 2020 roku wielu członków alt-rightu wspierało niszowego kandydata Partii Demokratycznej, Andrew Yanga, co wielu komentatorów uznawało za fenomen z racji na jego azjatyckie pochodzenie. Za powody takiego stanu rzeczy uznaje się zawód polityką Donalda Trumpa, izolacjonistyczne poglądy Yanga (w tym jego postulat zmniejszenia dotacji dla Izraela), a także jego sztandarowy postulat Gwarantowanego Dochodu Podstawowego, mającego zdaniem alternatywnej prawicy zmniejszyć korzyści odnoszone przez mniejszości rasowe z amerykańskiego systemu świadczeń socjalnych. Sam Yang od powiązań z tym nurtem jednoznacznie się odciął.

### Współczesność
Alt-right jest w dużej mierze zjawiskiem internetowym, powiązanym między innymi z Twitterem, witryną Breitbart i imageboardami takimi jak 4chan i 8chan, które opierają się na anonimowej i słabo moderowanej komunikacji, bez jasnego rozróżnienia między żartem i prowokacją a szczerą wypowiedzią. Ze względu na tę naturę, zgodnie z prawem Poego, są one ośrodkiem gdzie swobodnie funkcjonują opinie powszechnie uznawane za kontrowersyjne .

#### Internetowe memy
Reporterzy odnotowali wykorzystywanie przez alt-right internetowych memów do propagowania swojej ideologii, szczególnie w odniesieniu do takich stron jak 4chan i 8chan. Z alt-right wywodzi się obelżywe angielskie określenie cuck, wykorzystywanie potrójnych nawiasów do oznaczania osób pochodzenia żydowskiego, zawłaszczenie memu „żaby Pepe” do promowania symboliki nazistowskiej i totalitarnej oraz przedstawienia Donalda Trumpa jako „Imperatora” .
Wszechobecność memów w kręgach alt-rightu wiąże się z wątpliwościami części komentatorów co do powagi i głębi formułowanych postulatów, które według niektórych propozycji są często jedynie karykaturalnymi, prowokacyjnymi formami wyrazu zwykłych poglądów konserwatywnych . Chava Gourarie, pisząc dla „Columbia Journalism Review”, stwierdziła, że prowokowanie mediów jest dla wielu twórców memów celem samym w sobie. Marc Hetherington, profesor politologii z Vanderbilt University napisał, że dla części osób tego rodzaju memy są jednak metodą legitymizacji prawdziwie skrajnych poglądów.

#### Działalność terrorystyczna
Z ideologią alt-right wiązane są zamachy: masakra w Isla Vista, strzelanina w kościele w Charleston, strzelanina w szkole w Roseburgu, strzelanina w Quebecu, atak w Charlottesville, atak w Toronto, strzelanina w synagodze w Pittsburghu czy masakra w Christchurch.

## Poglądy
Informacja prasowa Associated Press podaje, że:

‘alt-right’ lub ‘alternatywna prawica’ to terminy stosowane obecnie przez ruchy białej supremacji i nacjonalizmu dla opisywania siebie i swoich ideologii, w których kładzie się nacisk na zachowanie i ochronę białej rasy w Stanach Zjednoczonych, łącznie z, lub zamiast tradycyjnych postulatów konserwatywnych, takich jak ograniczenie roli rządu, obniżenie podatków, oraz porządek publiczny. Ruch był opisywany jako mieszanina rasizmu, białego nacjonalizmu i populizmu, (...) krytykuje „wielokulturowość” i sprzeciwia się walce o większe prawa mniejszości etnicznych, kobiet, żydów, muzułmanów, homoseksualistów, imigrantów i innych mniejszości. Jego członkowie odrzucają ideał amerykańskiej demokracji, według którego wszyscy są równi wobec prawa, niezależnie od pochodzenia, płci lub rasy.

Wspomnieni Bokhari i Yiannopoulos jako ideowych przodków alt-rightu podają: Oswalda Spenglera (szerzej niemiecką rewolucję konserwatywną), Henry’ego Louisa Menckena, Juliusa Evolę, Sama Francisa, Patricka Buchanana (szerzej amerykański paleokonserwatyzm) i francuską Nową Prawicę. 
Analizy przedstawiona m.in. przez „The Guardian” również dostrzegają pierwowzór alt-rightu w etnonacjonalizmie Nowej Prawicy. 
Ideologia ta nie ma żadnej formalnej organizacji i nie jest jasne, czy można ją traktować jako jednolity ruch – według opisu w „Columbia Journalism Review” z 2016: „Ze względu na mglisty charakter anonimowych społeczności internetowych, nikt nie wie dokładnie, kim są przedstawiciele alt-rightu, i jakie są ich dokładne motywacje. Nie jest też jasne, które z wypowiedzi pochodzą od prawdziwych zwolenników, a które napisali zwykli cwaniaccy prowokatorzy”. Przedstawiciele alt-rightu często bronią się przed krytyką tłumaczeniami, że w dużej mierze żartują lub usiłują celowo wywołać oburzenie . Andrew Marantz z „The New Yorkera” określił tę etykietę jako podobną do słów ‘snob’ lub ‘hipster’, które są dezawuowane i traktowane ironicznie przez tak określane osoby”.
Według innych opinii alt-right obejmuje mieszaninę poglądów białej supremacji, nacjonalizmu, antysemityzmu, islamofobii, antyfeminizmu, homofobii i prawicowego populizmu . Przykładowo, Andrew Marantz uwzględnia także „neo-monarchistów, wyznawców teorii spiskowych i nihilistów”. Kolumnistka „Newsday”, Cathy Young, zwraca uwagę na silny sprzeciw alt-rightu wobec imigracji, zarówno nielegalnej, jak i legalnej, i kategoryczne podejście do europejskiego kryzysu migracyjnego. Robert Tracinski z „The Federalist” stwierdził, że alt-right sprzeciwia się „mieszaniu ras” i nawołuje do kolektywizmu i trybalizmu. Nicole Hemmer z NPR zauważyła, że alt-right postrzega poprawność polityczną jako „największe zagrożenie dla wolności”.
Inne cechy wspólne wiążące szeroko pojęty alt-right to niechęć do polityki głównego nurtu, i poparcie dla takich kandydatów jak Donald Trump .
Choć niektórzy komentatorzy odżegnują się od etykiety białego nacjonalizmu, jak Allum Bokhari i Milo Yiannopoulos, prominentni przedstawiciele alt-rightu, jak Andrew Anglin z „The Daily Stormer”, uznają tę ideologię za centralną dla ruchu. W odpowiedzi na artykuł w „The Washington Post”, który opisywał ruch jako „wywoływanie oburzenia dla zabawy”, Anglin odpisał: „Nie. Naszym celem jest oczyszczenie etniczne białych narodów z niebiałych osób, i ustanowienie autorytarnego rządu. Wiele osób uważa, że należy eksterminować także Żydów”.
Milo Yiannopoulos wyraża pogląd, że „młodzi buntownicy” są przyciągani do alt-rightu nie z powodu głębokich przekonań politycznych, ale ponieważ „obiecuje zabawę, transgresję i rzuca wyzwanie normom społecznym”. Według „The New Yorkera”, „testowanie granic społecznych tabu obecnych w konwencjonalnej polityce” jest ważnym składnikiem tożsamości alt-rightu. W poglądach, które nadają charakter temu ruchowi, ważne są „w istocie nie kwestie treści, ale stylu”, a dla większości uczestników ostry ton służy wyrażaniu zasadniczo zupełnie zwykłej, „codziennej polityki ”.

### Neoreakcjonizm
Do prawicy alternatywnej zaliczane są nurty neoreakcjonizmu (identyfikujące się hasztagiem #NRx). Jest to grupa dementująca znaczenie oświecenia dla rozwoju cywilizacyjnego zachodu. Jest to grupa skupiona wokół filozofa Nicka Landa i informatyka Curtisa Yarvina. Do ich podstawowych założeń należą odrzucenie egalitaryzmu jako idei umniejszającej znaczenie jednostek inteligentnych w społeczeństwie, a co za tym idzie krytyka demokracji liberalnej. Wpisując się w trendy tzw. „ideologii kalifornijskiej”, neoreakcjoniści postulują ustrój oparty na zasadach monarchii i technokracji, z dominacją kreatywnej klasy (informatyków, inżynierów, przedsiębiorców itd.), co część badaczy identyfikuje z właściwą dla włoskiego faszyzmu ideą „kreatywnej mniejszości”.

### Libertarianizm
Do idei prawicy alternatywnej zaliczani są także amerykańscy izolacjoniści skupieni wokół postaci Rona Paula.
Elementy idei alt-right dostrzegalne są także u filozofa i ekonomisty libertariańskiego Hansa-Hermanna Hoppego (antydemokratyzm, apologia tradycyjnej monarchii, separatyzm, poparcie dla ograniczenia imigracji itd.), a w mniejszym stopniu także u jego poprzednika Murraya N. Rothbarda.
Hoppemu zdarzało się także zapraszać na spotkania Property and Freedom Society, współtworzonym przez siebie think-tankiem, otwarcie deklarujących poglądy rasistowskie mówców takich jak Jared Taylor i Richard B. Spencer.
Matthew Sheffield, pisząc dla „Washington Post”, wyraził przekonanie, że alt-right czerpie również z wpływów anarchokapitalisty i paleolibertarianina Murraya Rothbarda, zwłaszcza jego przekonań na temat ras i demokracji, i widzi część korzeni ruchu w kampanii wyborczej libertarianina Rona Paula z 2008 r. Tucker stwierdza jednak, że alt-right stoi w opozycji do libertarianizmu, ponieważ skupia się na tożsamości grupowej i trybalizmie, zamiast wolności indywidualnej.

## Krytyka prawicy alternatywnej
W ocenie ekonomisty libertariańskiego Jeffreya Tuckera, alt-right jest spadkobiercą „długiej i ponurej tradycji myślenia, od Friedricha Hegla, poprzez Thomasa Carlyle’a, Oswalda Spenglera. Madisona Granta, Othmara Spanna, Giovanniego Gentile, do przemów Trumpa”. Uważa on, że zwolennicy alt-rightu „tęsknią za wyobrażoną przeszłością, złotą epoką w której elity posiadały władzę, a pospólstwo było posłuszne”, i wierzą, że „tożsamość jest najważniejsza, a utrata tożsamości to największa wyobrażalna zbrodnia”.

## Reakcje
Choć niektórzy konserwatyści zaakceptowali alt-right, inni przedstawiciele prawicy i lewicy głównego nurtu krytykują ruch jako otwarcie rasistowski i nawołujący do nienawiści, zwłaszcza w odpowiedzi na jego wrogość wobec zwykłego liberalizmu i konserwatyzmu.
David A. French w tekście dla konserwatywnego „National Review” określił zwolenników alt-rightu „wanna-be faszystami”, i wyraził ubolewanie z powodu obecności tego ruchu w debacie publicznej. Benjamin Welton opisał w „The Weekly Standard” alt-right jako „bardzo zróżnicowaną siłę”, która „stawia lewicowe moralizowanie na głowie, i traktuje jako komplement takie określenia jak ‘rasista’, ‘homofob’ czy ‘seksista’”.
Benjamin Wallace-Wells, pisząc dla „The New Yorker”, określił alt-right jako „luźno powiązany nurt skrajnej prawicy”, ale zaznaczył, że różni się od konwencjonalnej prawicy raczej stylem, niż treścią: „Jedną z metod na zrozumienie alt-rightu jest traktowanie go jako zbiorowego eksperymentu tożsamościowego, na tej samej zasadzie, na jakiej ludzie wykorzystują anonimowość Internetu do zabawy w bardziej skrajne wersje samych siebie ”.
W kwietniu 2016 w „National Review” Ian Tuttle stwierdził,

Alt-Right ewangelizowało w ostatnich miesiącach głównie w formie rasistowskiej i antysemickiej działalności w Internecie. Jednak według Alluma Bokhariego i Milo Yiannopoulosa alt-right składa się rzekomo z żartobliwych prowokatorów, odważnych obrońców cywilizacji Zachodu, nonkonformistycznych intelektualistów–oraz najwyżej garstki neonazistów, których nikt w rzeczywistości nie lubi.

W „Newsday” Young określiła alt-right jako „gniazdo antysemityzmu”, zamieszkane przez „białych supremacjonistów”, który regularnie odwołują się do „odrażających uprzedzeń”. Reporter Chris Hayes opisał alt-right jako eufemistyczne określenie na „w gruncie rzeczy, współczesną postać białego supremacjonizmu”. Reporterka „BuzzFeed”, Rosie Gray, opisała alt-right jako „białą supremację doskonale skrojoną na miarę naszych czasów”, zauważając, że ruch używa „agresywnej retoryki i otwarcie rasistowskich i antysemickich obelg”, oraz że „ma więcej wspólnego z europejską niż amerykańską skrajną prawicą”. Yishai Schwartz, w tekście dla „Ha-Arec”, opisał alt-right jako „żywiołowo antysemicki”, zaznaczając: „‘alternatywa’ jaką przedstawia alt-right, to w dużej mierze alternatywa wobec akceptowania Żydów”, i ostrzegając, że ruch ten należy traktować jako poważne zagrożenie. Chemi Shalev, również w Ha-Arec, zauważył, że identyfikujący się z alt-rightem zwolennicy Trumpa „nie znoszą żydowskich liberałów z takim samym jadem, jak prawica w Izraelu gardzi żydowską lewicą”.
25 sierpnia 2016 kandydatka Partii Demokratycznej na prezydenta USA, Hillary Clinton, zarzuciła kandydatowi Republikanów, Donaldowi Trumpowi „wspieranie radykalnej niszy w przejmowaniu Partii Republikańskiej”. Opisała tę radykalną niszę jako alt-right i odnotowała, że szef kampanii Trumpa Steve Bannon wywodzi się z „platformy alt-rightu”, Breitbart News. Część przedstawicieli ruchu wyraziła zadowolenie z „darmowej reklamy” zawdzięczanej Clinton.
9 września 2016, kilku liderów społeczności alt-right zorganizowało konferencję prasową, opisaną przez jednego z dziennikarzy jako „coming-out”. Wyrazili oni wówczas przekonanie, że „rasy istnieją, rasy są ważne, i rasy są podstawą tożsamości”. Przemawiający wezwali do obrony „Białej Ojczyzny”, i przekonywali o znaczeniu różnic rasowych w inteligencji. Potwierdzili również poparcie dla Trumpa, stwierdzając: „tak właśnie wygląda wódz”.